# 西尔万·沙洛姆
西尔万·沙洛姆（希伯來語：‎，1958年8月4日—），以色列政治人物。为利库德成员，以色列国会议员。曾担任以色列科技部长、外交部长、副总理等职。

## 任职
- 1998–1999 	科技部长
- 2001–2003 	财政部长
- 2001–2006 	副总理
- 2003–2006 	外交部长
- 2009–2013 	副总理
- 2009– 	地区发展部部长
- 2009– 	Negev与Galilee发展部部长
- 2013– 	能源与水资源部部长